# 第162自動車化歩兵師団 (人民解放軍陸軍)
第162自動車化歩兵師団（だい162じどうしゃかほへいしだん、第162摩托化步兵师、英語: 162nd Combined Arms Brigade）は、中国人民解放軍陸軍の師団の1つ。快速反応師団。第54集団軍に所属する。
人民解放軍の龍・虎・豹3個師団の1つで、虎師団（龍師団は第13集団軍の第149師、豹師団は第21集団軍の第63師）。旧第135師団。

## 歴史
- 1945年11月 - 遼寧省西部で冀熱遼軍区第27旅編成
- 1946年1月 - 熱遼縦隊第27旅に改称
- 1946年12月 - 第27旅を熱東分区に拡大改編
- 1947年5月 - 冀熱遼軍区第18旅に改編
- 1947年8月 - 東北民主連軍第24師に改編。秋季攻勢、冬季攻勢、遼瀋戦役に参加し、「虎師」の称号を得る。
- 1948年11月 - 第45軍第135師に改称。平津戦役に参加。
- 1949年9月 - 衡宝戦役に参加
- 1949年～1951年 - 広西で掃討作戦に従事
- 1952年10月 - 第52軍に編入
- 1953年5月 - 朝鮮戦争に投入
- 1953年11月 - 装備を更新し、北朝鮮の西海岸に駐屯
- 1958年 - 帰国し、四川に駐屯
- 1962年11月 - 中印国境紛争に参加
- 1963年 - 全国戦備直班師（戦略予備部隊）に指定
- 1969年 - 珍宝島事件後、予北に移動。ナンバーを162に改め、第162師となる。
- 1976年 - 甲種師団に改編
- 1979年2月 - 第54軍の編成下で中越戦争に参加
- 1985年7月 - 第54集団軍に配属
- 1987年 - インドを指向した遠距離機動山地作戦実兵演習を実施
- 1990年代初め - 快速反応部隊に指定
- 1998年 - 旅団化された旧第160師の一部を編入

## 編制
判明分のみ。（）内は、中国語名、名誉称号の順。
- 第484連隊　（第484団）
  - 第1中隊　（第1連、鋼刀連）
- 第485連隊　（第485団、紅軍団、瑞金団）
  - 第7中隊　（第7連、金湯橋連、突撃英雄連）
- 第486連隊　（第486団、猛虎扑羊団）
- 砲兵連隊　（砲兵団）
- 高射砲連隊　（高砲団）
- 装甲連隊　（装甲団）